# Pentazocin
Pentazocin je sintetički prototipni mešoviti agonist-antagonist narkotični (opioid analgetik) lek iz benzomorfanskie klase opioida koji se koristi u lečenju umerenog do jakog bola. Pentazocin je u prodaji pod imenima kao što su Fortral, Talwin NX (sa μ-antagonistom naloksonom, izaziva povlačenje kod osoba zavisnih od opioida), Talwin, Talwin PX (bez naloksona), Fortwin (laktatna ubrizgavajuća forma) i Talacen (sa acetaminofenom). Ovoj jedinjenje može da postoji u obliku dva enantiomera: (+)-pentazocin i (-)-pentazocin. (-)-pentazocin je agonist κ opioidnog receptora, dok (+)-pentazocin nije, i umesto toga pokazuje desetostruko veći afinitet za σ receptor. Talwin PX je glavni oblik pentazocina u Kanadi, gde zakoni i regulacije zabranjuju dodavanje naloksona u formulaciju za ne-terapeutske svrhe. Srodni likovi su: fenazocin, dezocin, ciklazocin, salvinorin A i nekoliko hemikalija koje se koriste u istraživanjima centralnog nervnog sistema.

## Nuspojave
Nuspojave su slične sa nuspojavama morfina. Pentazocin ima povećanu sklonost izazivanja halucinacija i drugih psihijatrijskih efekata. Njegovi kardiovaskularni efekti ga čine nepodesnim za upotrebu kod infarkta miokarda. Za razliku od morfina, njegovo dejstvo kao respiratorni depresant ima maksimalnu efektivnu dozu. 38 miligrama pentazocina ima isti kapacitet olakšavanja bola kao 10 miligrama morfina. On se može koristi kao analgetik za dentalnu ekstrakciju, osim kod pacijenata zavisnih od opioidnih agonista.

## Spoljašnje veze
- artikl Архивирано на веб-сајту  (14. фебруар 2021)

|  | Molimo Vas, obratite pažnju na važno upozorenje u vezi sa temama iz oblasti medicine (zdravlja). |